# Diaulota vandykei
Diaulota vandykei är en skalbaggsart som beskrevs av Moore 1956. Diaulota vandykei ingår i släktet Diaulota och familjen kortvingar. Inga underarter finns listade i Catalogue of Life.